# Camila Cabello
Karla Camila Cabello Estrabao (Cidade do México, 3 de março de 1997), mais conhecida como Camila Cabello, é uma cantora, compositora e atriz cubana-mexicana naturalizada norte-americana. Ela ganhou destaque como integrante do grupo feminino Fifth Harmony, formado no reality show The X Factor em 2012, assinando um contrato com as gravadoras Syco e Epic Records. Enquanto ainda fazia parte do grupo, Cabello começou a se estabelecer como artista solo, lançando as colaborações "I Know What You Did Last Summer", com Shawn Mendes, e a "Bad Things", com Machine Gun Kelly, que alcançou a quarta posição nas paradas da Billboard Hot 100 nos Estados Unidos. Após deixar o grupo no final de 2016, Cabello lançou inúmeras canções, incluindo "Hey Ma", colaboração com J Balvin e Pitbull da trilha sonora de The Fate of the Furious e o seu single solo de estreia intitulado "Crying in the Club".
O álbum de estreia de Cabello, Camila (2018), alcançou o topo das paradas da Billboard 200. O disco de pop music, com fortes influências da música latina, foi bem recebido pela crítica e recebeu um certificado de platina pela Recording Industry Association of America (RIAA). O seu single principal, "Havana", alcançou o topo das paradas de inúmeros países e o single seguinte, "Never Be the Same", alcançou o top 10 em vários outros países. A segunda colaboração de Cabello com Shawn Mendes, "Señorita", tornou-se seu segundo single a alcançar a primeira posição da Billboard Hot 100. O seu segundo álbum de estúdio, intitulado de "Romance", alcançou a terceira posição na Billboard 200 e o topo das paradas e álbuns do Canadá.
Cabello já acumulou bilhões de streams em plataformas de música e já recebeu diversos prêmios importantes ao longo da sua carreira, como o Billboard Music Awards, Grammy Latino e American Music Awards. Ela também já foi indicada três vezes ao Grammy Award.

## Anos antes da carreira
Karla Camila Cabello Estrabao nasceu na Cidade do México em 3 de março de 1997; por muito tempo acreditou-se que ela nasceu no distrito de Habana del Este, em Cojímar, Havana, Cuba. Filha de Alejandro Cabello Capistran e Sinuhe Estrabao Rodríguez. Seu pai é mexicano, nascido na Cidade do México antes de se mudar para Cuba, e sua mãe é cubana e mexicana. Ela tem uma irmã mais nova chamada Sofia. Camila foi registrada como nascida na delegação Benito Juárez. Camila foi criada e educada no México, embora tenha passado grande parte de sua infância indo e voltando entre o México e Cuba.  Camila possui cidadania e nacionalidade mexicana, e se identifica como "cubano-mexicana". Ela já expressou seu desejo de ser reconhecida também como mexicana, rejeitando a ideia de que sua identidade seja apenas cubano-americana.
Quando Cabello tinha seis anos, ela se mudou para Miami, Flórida, com sua mãe, cruzando a fronteira do México para os Estados Unidos e fazendo uma viagem de ônibus da Greyhound de 36 horas até Miami, após esperar apenas um dia na fronteira antes de receber permissão para entrar nos EUA. Para entrar no novo país, a mãe de Camila contou que elas estavam indo visitar a Disney e por isso seu pai ficaria para trás. Através de amigos e conhecidos, fixaram residência. Sinuhe, que era arquiteta, precisou procurar emprego em outros setores passando a trabalhar em lojas de departamentos nos Estados Unidos enquanto a filha iniciava seus estudos. Para aprender melhor o idioma a futura cantora teria passado parte de seus dias assistindo a desenhos e programas da Disney. Após aproximadamente 1 ano e meio da mudança, o pai de Camila Cabello conseguiu entrar nos país, se juntando a sua família e fundando, junto a esposa, uma empresa voltada ao setor de construção civil. Contudo, apesar disso, eles não perderam suas ligações com a cultura latina, o que influenciou diretamente a cantora que cresceu ouvindo artistas como Celia Cruz e Alejandro Fernandez.
Além da influência musical da audição de artistas, Camila Cabello cresceu em um espaço onde a música ocupava seu cotidiano, sendo que muitas vezes em meio a almoços de família seu pai começaria a tocar violão e a estimular a cantar. Quando criança era considerada por sua família como uma pessoa bastante tímida, não conseguindo por exemplo cantar na frente dos familiares em momentos que alguém tocava algum instrumentos. Essa característica continuou durante sua adolescência Camila Cabello, enquanto estudante da Miami Palmetto High School, até o momento em que criou seu próprio canal no Youtube para compartilhar pequenos covers. Apesar de passar a postar vídeos online a cantora enfrentou alguns problemas com timidez, gravando somente quando seus pais a deixavam sozinha em casa.
No ano de 2012, quando estava completando 15 anos, pediu aos  pais que a autorizassem a fazer a audição para o reality show The X-Factor. Mesmo surpresos e do receio pela filha, os pais resolveram apoiá-la, combinando que eles fariam uma viagem familiar até a Carolina do Norte para realizar as audições para o programa. Apesar dos esforços, Camila não conseguiu realizar sua atendida até o último dia de audições quando foi chamada ao palco e se apresentou com a música Respect da cantora Aretha Franklin, sendo então aprovada para a etapa seguinte da competição.  A partir desse momento a cantora assumiria o nome artístico de Camila Cabello e iniciaria sua trajetória artística no programa

## Carreira

### 2012–2016: Carreira com o Fifth Harmony

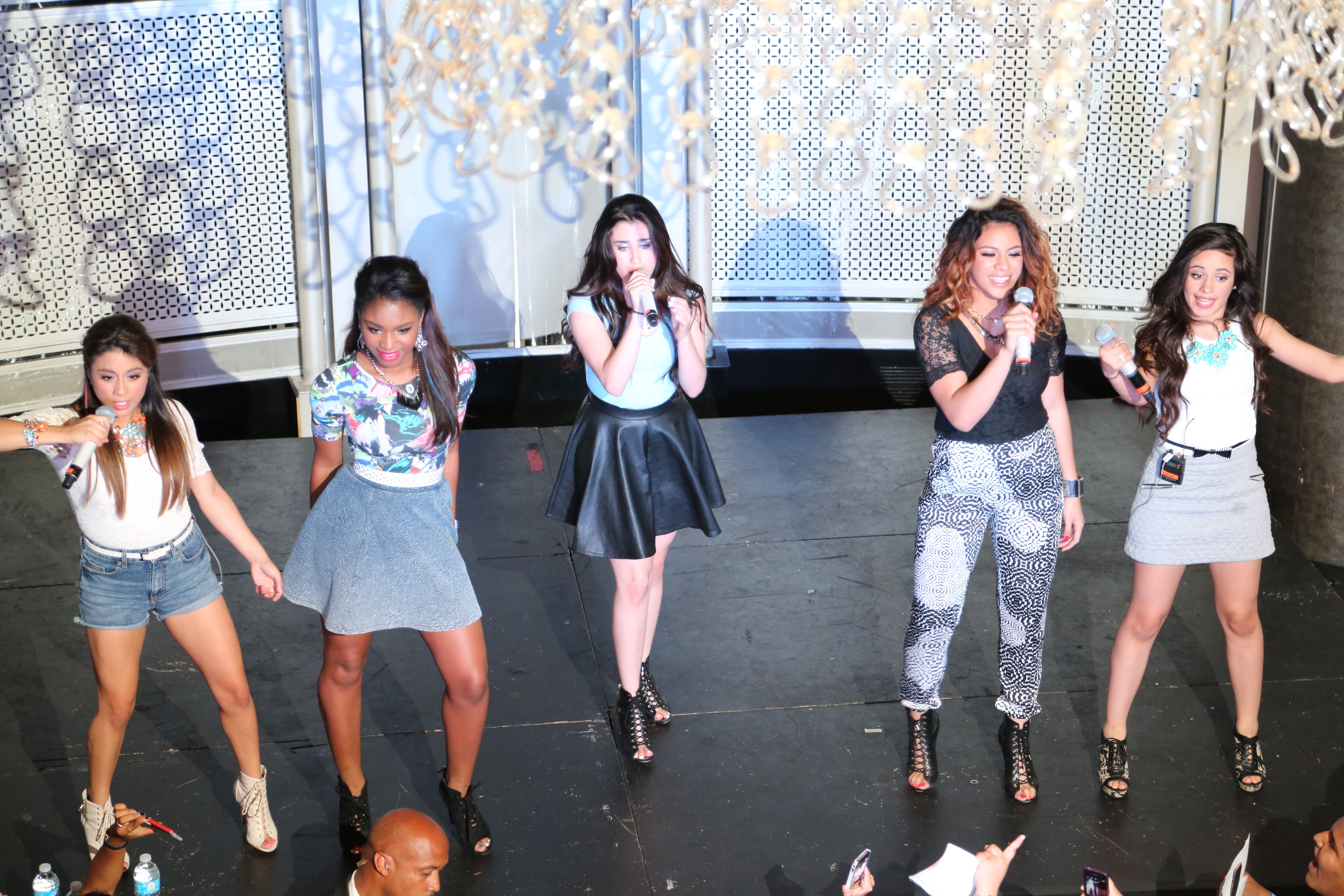
Fifth Harmony em 2013

Camila fez o teste para The X Factor em Greensboro em Carolina do Norte em 2012. Após a eliminação durante o "bootcamp", Cabello foi de volta ao palco junto com outras quatro concorrentes femininas para formar um grupo feminino que mais tarde se tornaria conhecido como Fifth Harmony. Elas assinaram um contrato com a Syco Music, propriedade de Simon Cowell, e a Epic Records, gravadora de L.A. Reid, após terminarem em terceiro lugar no programa.
Em 22 de outubro de 2013, o grupo lançou seu extended play de estreia Better Together. Em sua primeira semana chegou a sexta posição na Billboard 200 dos EUA. O primeiro single, "Miss Movin' On", entrou nas paradas da Billboard Hot 100 e recebeu certificado de ouro nos Estados Unidos. No ano seguinte, o clipe ganhou o "The Artist to Watch", prêmio da MTV Video Music Awards.
Em fevereiro de 2015, elas lançaram o seu primeiro álbum de estúdio intitulado Reflection, estreando na quinta posição na Billboard 200 e no topo da Billboard Digital Albums. O álbum recebeu certificado de ouro pela RIAA nos Estados Unidos e dupla platina no Brasil. O álbum inclui os singles "BO$$", "Sledgehammer" e também "Worth It", todos com certificado de platina. "Worth It" obteve a certificação tripla de platina nos Estados Unidos e alcançou o top 10 em 13 países. O segundo álbum do grupo, 7/27, foi lançado oficialmente em 27 de maio de 2016 e estreou na quarta posição da Billboard 200 dos Estados Unidos. O álbum recebeu certificado de ouro nos Estados Unidos pela RIAA, na Polônia também foi certificado ouro e no Brasil certificado de platina. O álbum inclui os singles: "Work from Home", "All in My Head (Flex)" e "That's My Girl". A música e single "Work from Home" se tornou o primeiro top 10 do grupo na Billboard Hot 100 e o primeiro top 5 de um grupo feminino em uma década. Além disso, o grupo Fifth Harmony foi o primeiro grupo feminino a quebrar o recorde de um bilhão de visualizações nos clipes de "Worth It" e "Work from Home" no Youtube.
“Quando fiz 15 anos tive a honra de ser colocada num grupo com quatro garotas muito talentosas. Éramos cinco estranhas que não sabiam sequer da existência uma das outras. Estou tão orgulhosa de tudo o que conseguimos juntas como grupo e sempre estarei orgulhosa de ter sido parte desse grupo.”
— Camila Cabello em carta aberta
Em 19 de dezembro de 2016, Fifth Harmony se apresentou no Jingle Ball Sunrise na Flórida. Após o término do show, o grupo anunciou oficialmente nas redes sociais que Camila havia decidido sair do grupo. Logo depois, Camila fez uma carta aberta sobre a sua saída e afirmando que ficou triste com a forma como os representantes do grupo havia comunicado a sua saída, desmentindo sobre o grupo não saber sobre a sua decisão de seguir solo e que ela não havia pedindo para o seu representante comunicar a sua saída. Horas depois, o grupo Fifth Harmony respondeu de volta a carta contando a sua versão da história.

### 2017–2018:Camila
Em novembro de 2015, Camila lançou um dueto com o cantor canadense Shawn Mendes com o título de "I Know What You Did Last Summer", que foi escrita pelos dois. A canção alcançou a vigésima posição nos Estados Unidos e 18ª no Canadá. Também recebeu certificado de platina pela RIAA. Em 14 de outubro de 2016, ela lançou um dueto com o rapper norte-americano, Machine Gun Kelly, intitulado "Bad Things", que atingiu a quarta posição na Billboard Hot 100.

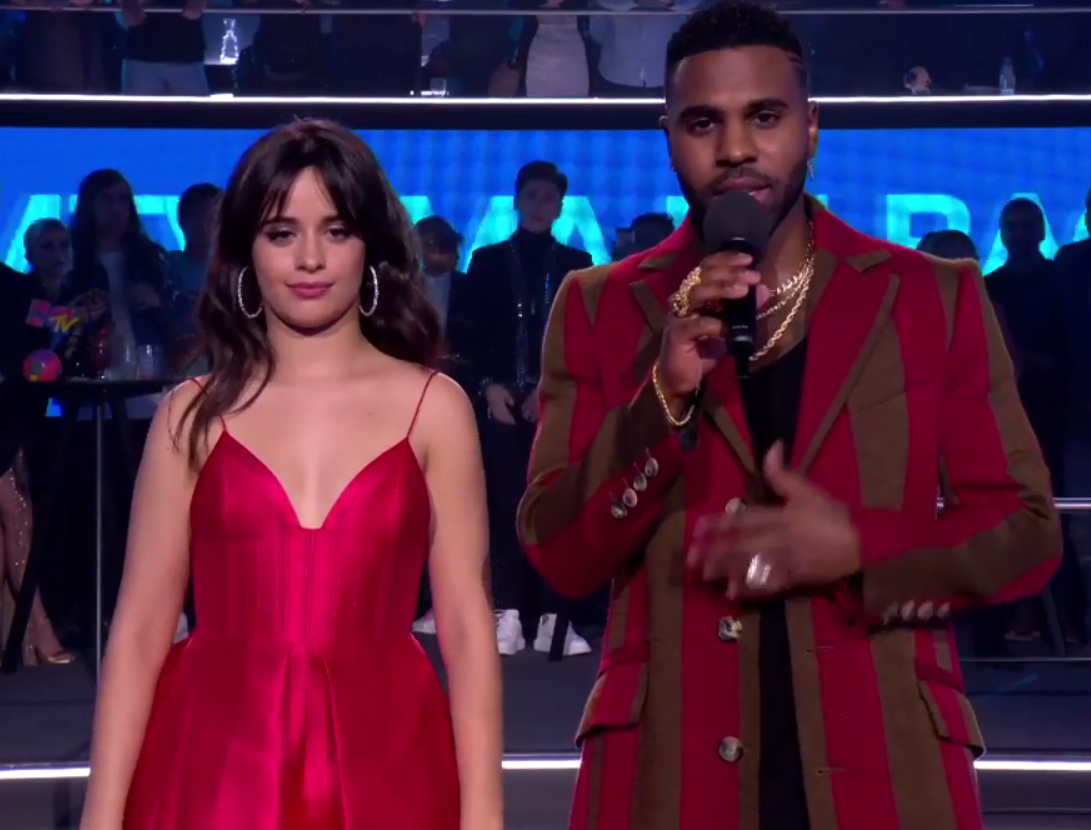
Camila Cabello e Jason Derulo se apresentam no MTV Europe Music Awards de 2018.

Em 27 de janeiro de 2017, "Love Incredible", colaboração com o DJ norueguês Cashmere Cat, vazou na internet. A versão oficial da canção foi lançada em 16 de fevereiro de 2017, no álbum de estreia do DJ, "9".
Cabello participou da faixa "Hey Ma", uma colaboração com Pitbull e J Balvin para a trilha sonora de The Fate of the Furious. O clipe e a canção na versão em espanhol foram lançados em 10 de março e a versão em inglês em 6 de abril.
Camila anunciou que lançaria o seu primeiro álbum solo em setembro do de 2017 e que ele se chamaria The Hurting, The Healing, The Loving. Ela descreveu o álbum como uma jornada que ela viveu da escuridão para a luz, quando estava perdida e se encontrou de novo. O primeiro single, "Crying In The Club", foi escrito por Sia e produzido por Benny Blanco e Cashmere Cat. O lançamento ocorreu em 19 de maio de 2017. Cabello performou a canção pela primeira vez no Billboard Music Awards de 2017.
O seu primeiro álbum foi, mais tarde, renomeado Camila e lançado oficialmente em 12 de janeiro de 2018. O álbum contém o seu maior sucesso até o momento Havana, que alcançou #1 em varias paradas musicais, incluindo na Hot 100 dos Estados Unidos. O álbum também contém o primeiro top 5 solo da cantora na Hot 100, Never Be The Same.
Durante o resto do ano a cantora deu inicio a sua primeira turnê solo, a Never Be The Same Tour, e também participou da abertura de alguns shows da Reputation Stadium Tour da cantora Taylor Swift. O álbum também rendeu sua primeira indicação ao Grammy em 2019, nas categorias Best Pop Solo Performance com Havana e Best Pop Vocal Album com Camila.

### 2019–2020:Romance
Em 28 de março de 2019, Cabello lançou a canção "Mi Persona Favorita" em parceria com o cantor mexicano Alejandro Sanz, a musica foi escrita por ambos. Em setembro do mesmo ano a musica viria a receber três indicações ao Grammy Latino, nas categorias Song of the Year, Record of the Year e Best Pop Song, e ganhou nas duas últimas, se tornando o primeiro projeto de Cabello a ganhar um Grammy.
Em abril foi anunciado que Cabello estrearia sua carreira de atriz com a releitura do clássico Cinderela, produzido pela Columbia Pictures. Também foi anunciado que Cabello faria parte da produção da trilha sonora do filme, e que as gravações seriam feitas em 2020. Posteriormente foi revelado que a cantora trabalhou como supervisora de musica do filme.

Em 30 de maio Cabello participou de uma colaboração com o produtor Mark Ronson com a canção "Find U Again".

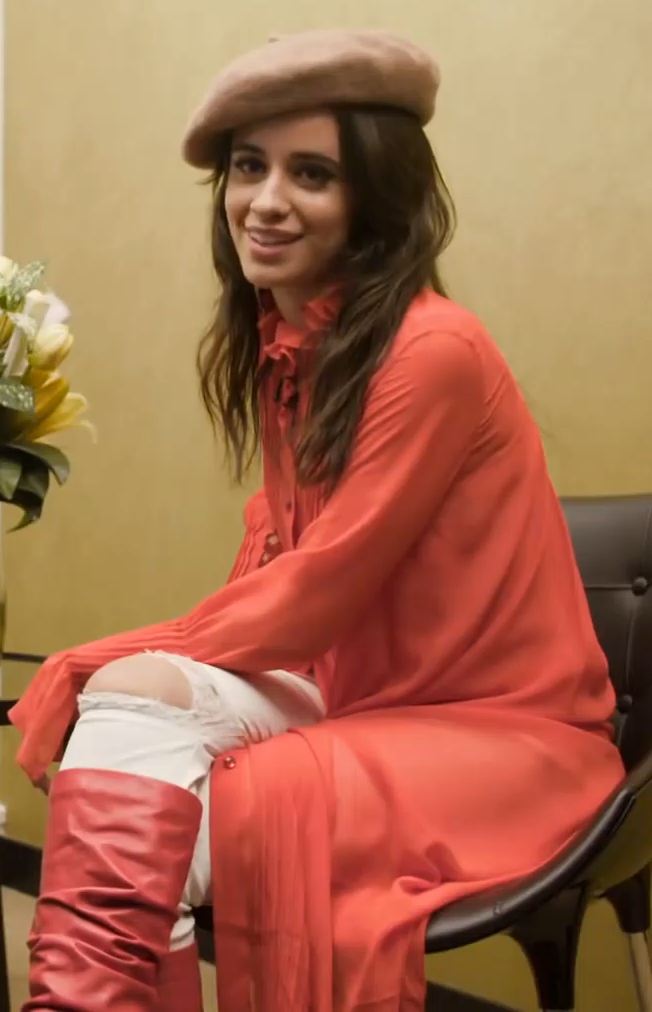
Camila Cabello em entrevista à MTV UK em 07 de dezembro de 2017.

Em junho, Cabello lançou a canção "Senõrita", a sua segunda parceria com o cantor canadense Shawn Mendes. A canção estreou na segunda posição das paradas da Billboard Hot 100 dos Estados Unidos. Em agosto, a canção alcançou a primeira posição e tornou-se o segundo single de Cabello a atingir esta marca. "Señorita" recebeu uma indicação na categoria de Melhor Desempenho Pop Dupla ou Grupo durante o Grammy Awards de 2020, ocorrido no dia 26 de janeiro de 2020. De acordo com o IFPI, foi o terceiro single mais vendido mundialmente em 2019.
Ela também participou da canção "South of the Border", parceria com Ed Sheeran e a rapper Cardi B lançada em julho.
No início de setembro, Cabello publicou um vídeo no Instagram para anunciar o seu segundo álbum de estúdio, intitulado de Romance. Dois dias depoos, em 3 de setembro de 2019, Camila anunciou 2 novos singles, "Shameless" e "Liar", lançados no dia 5 do mesmo mês. Em outubro, Cabello lançou mais dois singles promocionais, "Cry for Me" e "Easy". Outra canção do novo disco, "Living Proof", foi lançada com a pré-compra do álbum em 15 de novembro de 2019. Em 6 de dezembro, o disco foi oficialmente lançado. A faixa "My Oh My", parceria com o rapper DaBaby, alcançou o top 20 da Billboard Hot 100 dos Estados Unidos em 2020.
Em novembro de 2019 Cabello anunciou que faria sua primeira turnê em arenas durante 2020, a The Romance Tour. Entretanto, faltando dois meses para a turne começar, em março de 2020 a cantora teve que adiar sua turnê devido a pandemia de Covid-19.
As gravações do seu novo filme Cinderela começaram em fevereiro de 2020 no Reino Unido, entretanto tiveram que ser adiadas em março devido a crise do Covid-19. A produção retornou em agosto do mesmo ano.
No dia 7 de Dezembro de 2020 Cabello lançou sua terceira parceria com o cantor Shawn Mendes, a musica natalina The Christmas Song, todos os fundos arrecadados com a musica foram para o projeto Feeding America, que distribui alimentos para pessoas que precisam.

### 2021–2023:Cinderela, Familia e The Voice
Em maio de 2021 foi anunciado que os direitos de reprodução do filme Cinderela foram comprados pela plataforma de stream Amazon Prime, e que a estreia do filme seria 3 de setembro do mesmo ano. O filme foi o musical mais assistido de 2021 na plataforma. No dia 16 de julho, Cabello anunciou em suas redes sociais que lançaria o single Don't Go Yet do seu terceiro álbum, Familia, no dia 23 de julho. No dia 15 de outubro a cantora aprentou a musica La Buena Vida no Tiny Desk Concert. Em 21 de novembro, Cabello lançou sua versão da canção de Bing Crosby, I'll Be Home for Christmas, como um lançamento exclusivo da Amazon. Posteriormente, em novembro de 2022 a canção foi disponibilizada em todas as plataformas de streaming. Em dezembro de 2021 foi anunciado que a cantoria iria abrir os shows da banda Coldplay na turnê Music of the Spheres World Tour durante os shows na Colômbia, Peru e Chile em setembro de 2022. Em 21 de fevereiro de 2022 foi anunciado que a cantora lançaria no dia 4 de março a canção Bam Bam, uma parceria com o cantor Ed Sheeran que estaria no seu álbum Familia. A canção posteriormente foi indicada no Grammy Awards na categoria Best Pop Duo/Group Performance.
No dia 8 de abril o álbum Familia foi lançado junto de um show virtual no TikTok intitulado "Familia: Welcome to the Family". No dia 9 de maio, foi anunciado que a cantora se apresentaria na abertura da UEFA Champions League Final no dia 28 de maio. A performance constituiu das canções Havana, Señorita, Bam Bam e Don't Go Yet. No dia 15 de maio, Cabello anunciou em suas redes sociais que estaria entrando para a equipe de jurados na vigésima segunda edição na versão americana do programa The Voice. A edição foi ao ar entre setembro e dezembro de 2022. Em 27 de julho, foi lançado o remix da canção Mon Amour do contour Stromae com Cabello. Cabello contribuiu com algum verso gravado em LA e em francês para a canção.
Em setembro, Cabello participou da canção Ambulancia do cantor colombiano Camilo, presente no album De adentro pa afuera. Em setembro de 2023 a música foi indicada no Grammy Latino na categoria Melhor Canção Tropical. Em setembro de 2022 foi anunciado que a cantora estava saindo da gravadora Epic Records para ir para a Interscope Records, do grupo Universal Music Group. Em dezembro, foi lançado o remix da música KU LO SA do cantor Oxlade com Cabello. Em fevereiro de 2023, foi anunciado que Cabello participaria do filme Rob Peace, escrito e dirigido por Chiwetel Ejiofor. Em março foi anunciado que Cabello entrou para o elenco do filme de animação Trolls: Band Together para interpretar a personagem Viva. O filme estreou a 17 de novembro nos cinemas. 

### 2024:C,XOXO
Em janeiro de 2024, Cabello participou do Festival Sundance de Cinema para estreia do longa Rob Peace.
No dia 27 de março Cabello lançou a musica I Luv It, uma parceria com o rapper Playboy Carti, o lançamento foi a primeira canção do quarto álbum de estúdio da cantora e primeiro com a gravadora Interscope.  O anuncio oficial do quarto álbum da cantora veio no dia 6 de maio, com o título C,XOXO e previsão de lançamento para dia 28 de junho. No mesmo dia se iniciou a pré venda oficial do disco junto do lançamento da canção He Knows com o rapper Lil Nas X. 

## Vida pessoal
Após alguns meses de especulações, Cabello assumiu um relacionamento com o cantor Austin Mahone no início de novembro de 2014 durante entrevista no talk-show Watch What Happens Live. No entanto, o casal terminou no final do mesmo mês.
Ela manteve relação com o coach de relacionamentos britânico Matthew Hussey de fevereiro de 2018 a maio de 2019.
De julho de 2019 até novembro de 2021, ela namorou o cantor canadense Shawn Mendes. Ainda, foram vistos novamente juntos em 2023 e 2024. Fãs acreditam que algumas das músicas de Camila em seu álbum C, XOXO [2024] referenciam as idas e vindas dos dois bem como a cantora Sabrina Carpenter, que viveu um suposto envolvimento com Shawn em 2023: “Se ela é tão incrível, por que você está desse lado da cidade? Se você gosta tanto dela, o que você está tentando descobrir aqui?” ("June Gloom”). A internet também levantou especulações de que Sabrina referencia o triângulo amoroso dos três em seu single "Taste" (com participação de Jenna Ortega supostamente interpretando Camila).

## Outros Empreendimentos

### Filantropia
Cabello e o músico Benny Blanco fizeram um projeto para a instituição OMG Everywhere, no qual ela dedicou um dia inteiro para entrar em estúdio com as demais crianças atendidas pela instituição. A ONG é uma organização que oferece serviços de workshop gratuitos para crianças e jovens que queiram adentrar o mundo artístico. Cabello gravou uma canção inédita para o projeto chamada "Power in Me". As crianças também ajudaram a compor a canção e possuem participações nos vocais.
Em parceria com a instituição Save The Children, Camila lançou uma edição de camisas e blusas personalizadas. O projeto, chamado Love Only, traz uma linha de camisetas e casacos com capuz estampando os olhos da artista. A renda adquirida com a venda das vestimentas será investida inteiramente na associação.
Em 3 de abril de 2017, Cabello se apresentou em um show beneficente do DJ Zedd que levantou fundos para a União Americana pelas Liberdades Civis. No final do mesmo ano, ela colaborou com Lin-Manuel Miranda e outros cantores de ascendência latino-americana na canção "Almost Like Praying", cujos rendimentos foram doados às vítimas e sobreviventes do Furacão Maria, em Porto Rico. Em julho de 2018, Cabello se apresentou na cidade de San Juan em Porto Rico pela primeira vez, e doou uma parte dos ganhos do show a um fundo de ajuda às vítimas do Furacão Maria. Em novembro de 2018, Cabello tornou-se embaixadora da Save The Children.
Em março de 2019, ela anunciou que havia doado 10 mil dólares para um imigrante sem-teto no site GoFundMe. Em setembro do mesmo ano, Cabello prometeu arrecadar 250 mil dólares para a organização Save The Children. Em outubro, Cabello se apresentou no show beneficente We Can Survive, arrecadando fundos destinados ao combate ao câncer de mama. Em 22 de outubro, ela apareceu ao lado de Kate Middleton e do Príncipe William no Palácio de Kensington em apoio aos finalistas dos prêmios Teen Heroes da BBC Radio 1.
Em março de 2020, Cabello participou do Living Room Concert for America, show televisivo beneficente promovido pela iHeartMedia para arrecadar fundos e aumentar a conscientização sobre a pandemia de COVID-19. Em abril de 2020, ela participou do show virtual Together At Home do Global Citizen Festival, também em prol do combate à pandemia de COVID-19. Em maio Cabello e o cantor Shawn Mendes foram vistos em Miami em um dos protestos antirracistas após a morte de George Floyd. Em dezembro, Cabello lançou a música "The Christmas Song"  junto do cantor Shawn Mendes, todos os lucros da música foram para a instituição Feeding America, junto de uma doação inicial de 100 mil dólares.
Em 19 de janeiro de 2021, Cabello publicou em seu Instagram que estaria se juntando com a organização Movement Voter Fund para lançar o projeto Healing Justice Project, que tem o foco de fornecer acesso a suporte de saúde mental para ativistas. Inicialmente Cabello doou 250 mil dólares para o projeto.

### Endossos
Em julho de 2017, Cabello se tornou o novo rosto da linha de maquiagem L' Oréal Paris. Em julho de 2018, a marca criou uma linha especial para Cabello, chamada Havana Collection.
Em agosto de 2017, Cabello se tornou o rosto da coleção de outono da marca de calçados Skechers.
Em maio de 2019, Cabello se juntou a Mastercard participando do projeto Priceless, que visava aproximar fas e artistas com projetos exclusivos para quem possui cartão da Mastercard. Para Cabello, foi proporcionado um show exclusivo no dia 27 de maio de 2019
Em maio de 2021, Cabello fez uma parceria com o aplicativo de saúde mental Calm, nessa parceria a cantora gravou um total de 11 podcasts junto de Shawn Mendes falando sobre a vida pessoal e medos do casal.

### Moda
Em junho de 2017, a marca de roupas Guess revelou que Camila seria a sua nova garota propaganda para a coleção de outono de 2017.
Em 28 de setembro de 2019, a cantora desfilou pela primeira vez na "Le Défilé L'Oréal Paris fashion show", durante a Paris Fashion Week.

## Discografia
Álbuns de estúdio
- Camila (2018)
- Romance (2019)
- Familia (2022)
- C,XOXO (2024)

## Turnês
- 2018-2019: Never Be The Same Tour
- 2025: Yours, C Tour

### Atos de abertura
- Bruno Mars – 24K Magic World Tour (2017)
- Taylor Swift – Reputation Stadium Tour (2018)
- Coldplay - Music of the Spheres World Tour (2022)

## Filmografia

### Filmes
| Ano  | Título                                 | Papel     | Notas        |
| ---- | -------------------------------------- | --------- | ------------ |
| 2015 | Taylor Swift: The 1989 World Tour Live | Ela Mesma | Concert Film |
| 2019 | Taylor Swift: Reputation Stadium Tour  | Ela Mesma | Concert Film |
| 2020 | Shawn Mendes: In Wonder                | Ela Mesma | Documentario |
| 2021 | Cinderella                             | Cinderela |              |
| 2023 | Trolls Band Together                   | Viva      | Voz          |
| 2024 | Rob Peace                              | Naya      |              |

### Televisão
| Ano  | Título                         | Papel     | Notas                                 |
| ---- | ------------------------------ | --------- | ------------------------------------- |
| 2014 | Faking It                      | Ela mesma | Episódio: "The Ecstasy and the Agony" |
| 2015 | Barbie: Life in the Dreamhouse | Ela mesma | Episódio: "Sisters' Fun Day"          |
| 2022 | The Voice                      | Ela mesma | Técnica, Temporada 22                 |
| 2022 | Saturday Night Live            | Ela mesma | Episódio 17, temporada 47             |